# Le Moutherot
Le Moutherot é uma comuna francesa na região administrativa de Borgonha-Franco-Condado, no departamento de Doubs. Estende-se por uma área de 1,3 km². Em 2010 a comuna tinha 127 habitantes (densidade: 97,7 hab./km²).